# Дулаг 142
Дулаг 142 (нем. Dulag 142, от Durchgangslager — пересыльный лагерь) — нацистский концлагерь, действовавший на территории Брянска с октября 1941 года по сентябрь 1943 года. Лагерь был создан для содержания военнопленных и мирных жителей, а также для их пересылки на принудительные работы в Германию. За время своего существования лагерь стал местом гибели десятков тысяч человек, что делает его одним из самых крупных и страшных лагерей на территории СССР в годы Великой Отечественной войны.

## Предвоенная история
Территория, на которой был организован Дулаг 142, до войны использовалась для военных нужд. В 1924 году здесь была создана военная часть 75100, занимавшаяся ремонтом бронепоездов и автомобилей. В 1932 году предприятие освоило ремонт танков, а в 1941 году было эвакуировано в связи с началом войны.

## История лагеря
Вермахт создал нем. Durchgangslager 142 13 августа 1941 года на базе нем. Frontstalag 142. Лагерь следовал за фронтом и располагался в различных местах на оккупированной территории Советского Союза. Первоначально он был размещен в Чернигове, а затем в октябре 1941 года переведен в Брянск.
В Брянске лагерь представлял из себя огороженную колючей проволокой территорию. Заключенные военнопленные содержались под открытым небом. Затормозившееся молниеносное наступление и ухудшавшаяся погода вынудили администрацию лагеря подыскать более подходящее место для предстоящей зимовки. Такое место было найдено на территории ремонтной базы № 6, расположенной в посёлке Урицкий (ныне Володарский район Брянска). Первоначально лагерь предназначался для военнопленных красноармейцев, захваченных в ходе боевых действий. Однако уже с марта 1942 года сюда стали свозить мирных жителей из окрестных деревень и городов. Лагерь служил пересыльным пунктом, откуда трудоспособное население угоняли на работы в Германию.
В 1943 году Красная армия продолжила освобождение оккупированных территорий Советского Союза, в связи с чем Дулаг 142 был вынужден окатиться в Белоруссию, сначала в Бобруйск, а затем в Марьину Горку. Осенью 1943 года в лагерь были доставлены итальянские военные интернированные. В 1944 году лагерь был расположен в Скерневице, Польша , где содержались пленные, захваченные во время Варшавского восстания.
15 сентября 1944 года Dulag 142 был расформирован и преобразован в Армейский пункт сбора пленных 38 (нем. Armee-Gefangenensammelstelle 38).

## Условия содержания
Лагерь состоял из более чем десяти бараков, в каждом из которых содержалось от 1200 до 1500 человек. Узники жили в нечеловеческих условиях: на деревянных четырёхэтажных нарах, кишащих насекомыми, без элементарных санитарных условий. Питание было скудным: утром выдавали кипяток и 200 граммов суррогатного хлеба, вечером — литр «баланды» из непросеянной гречневой муки.
Ежедневно из лагеря вывозили от 100 до 150 трупов. Люди умирали от голода, холода, инфекционных болезней, таких как тиф и дизентерия. Медикаментов и помощи больным не оказывалось.

## Зверства нацистов
Нацисты и их пособники не щадили никого. За малейшие провинности заключённых избивали резиновыми плетками, лишали пищи, а иногда и убивали. Комендант лагеря майор Вайзе лично расстрелял около 200 военнопленных и избил до смерти столько же людей.
Особенно жестоко обращались с евреями, политруками и коммунистами. Их привязывали к шестам и гнали на минные поля, где они подрывались. Женщин и детей наказывали за «неправильное пользование уборной», заставляя стоять в холодном помещении без воды и пищи по 2-3 суток.

## Вербовка и угон в Германию
Когда бараки переполнялись, нацисты начинали вербовку трудоспособного населения для отправки в Германию. Людей выгоняли на двор, отбирали молодых и здоровых, а остальных оставляли умирать в лагере. За отказ ехать в Германию следовал расстрел на месте.

## Подчинение
За время своего существования (1941—1944) Дулаг 142 неоднократно менял подчинение в связи с изменениями на фронте и реорганизацией немецкого тылового командования:
- С 26 августа 1941 года — в подчинении командующего тыловым районом группы армий «Центр» (нем. Befehlshaber des rückwärtigen Heeresgebietes Mitte).
- В период дислокации в Брянске — подчинялся коменданту округа военнопленных J (нем. Kriegsgefangenen-Bezirkskommandant J).
- С 9 июня 1942 года — в ведении 2-й танковой армии.
- С 2 июля 1942 года — подчинялся коменданту тылового района 2-й танковой армии (нем. Korück 532).
- С 13 августа 1943 года — переподчинён коменданту тылового района 9-й армии (нем. Korück 582).

## Коменданты и персонал
Дулаг 142 являлся пересыльным лагерем вермахта, выполнявшим функции временного содержания военнопленных перед отправкой в стационарные лагеря (нем. Stalag). Здесь также содержались арестованные гражданские лица. По нормативам лагерь должен был вмещать до 5 000 человек, но фактическое число заключённых часто превышало эту цифру. Охрану осуществляли резервные подразделения численностью около 1 500 солдат.
- Коменданты:
  - Оберст-лейтенант Фридрих Хольц нем. Oberstleutnant Friedrich Holtz (до 11 декабря 1941)[6]
  - Майор Курт Хеттлер нем. Major d.R. Kurt Hettler (до 20 марта 1942)
  - Майор Мартин Вайзе нем. Major d.R. Martin Weise
  - Оберст-лейтенант Герхард Идель нем. Oberstleutnant Gerhard Idel (с 15 января 1944)
- Заместители комендантов:
  - Майор Мартин Вайзе (позже комендант)
  - Майор Эмиль Кайзер нем. Major d.R. Emil Kaiser (апрель 1942 — февраль 1943)
  - Гауптман Адольф Прелль нем. Hauptmann d.R. Adolf Prell (1943—1944)
- Лагерные врачи:
  - Валентин Майер нем. Valentin Maier (февраль 1943 — апрель 1944)
  - Альфред Дюльманн нем. Alfred Düllmann

Кроме содержания и распределения военнопленных и гражданских лиц, администрация лагеря в 1942 году проводила эксперимент по формированию коллаборационистских батальонов. Под руководством майора Вайзе из заключенных лагеря были отобраны добровольцы для полка «Десна». По приказу генерал-майора Бернгарда от 18 апреля 1942 года, первые два батальона должны были быть сформированы к 1 июня. Отобранные добровольцы направлялись в Бежицу, где проходили реабилитацию и обучение. Вайзе лично командовал полком с 4 июня по декабрь 1942 года. Несмотря на официальное название «украинский», полк часто именовали по фамилии командира — «добровольческий полк Вайзе».

## Послевоенная история
После освобождения Брянска в сентябре 1943 года территория бывшего лагеря Дулаг 142 была использована для содержания немецких военнопленных. Лагерь получил номер 326 и находился в ведении ГУПВИ. Военнопленные использовались для восстановления разрушенного города и промышленных объектов.
В послевоенные годы на территории лагеря был организован 85-й Центральный ремонтный завод, который на конец 2019 года, находился в стадии банкротства. Часть зданий бывшего лагеря сохранилась и использовалась в промышленных целях.
На месте массовых захоронений жертв Дулага 142 в 1965 году был установлен памятный обелиск «Жертвам фашизма 1941—1943 гг.». Ежегодно здесь проводятся митинги в память о погибших.
В 2020 году прокуратура Брянской области добилась включения захоронений узников Дулага 142 в единый государственный реестр объектов культурного наследия. Это решение было принято после судебного разбирательства, в ходе которого было установлено, что территория захоронений, находящаяся на территории АО «85-й ремонтный завод», находится под угрозой уничтожения из-за банкротства предприятия.
Точные границы захоронений до сих пор не определены, так как узников хоронили по всей территории лагеря. Для их установления необходимы дополнительные экспертизы.

## Споры и критика
Себастьян Штоппер, автор исследования о Дулаге 142, стал фигурантом споров в России. С одной стороны, губернатор Брянской области Николай Денин вручил Штопперу памятную медаль «В честь подвига партизан и подпольщиков» в 2014 году за передачу личного дневника Героя Советского Союза Вали Сафроновой. С другой стороны, в 2013 году Советский районный суд Брянска признал заметки Штоппера экстремистскими, а в апреле 2014 года они были включены в федеральный список экстремистских материалов. Эти события вызвали дискуссию о научной объективности и политической ангажированности исследований Штоппера.